# Friederich von Kleudgen
Friederich von Kleudgen (né en 1856 à Wurtzbourg et mort en 1924 à Bordighera) est un peintre allemand du XIXe siècle.

## Biographie

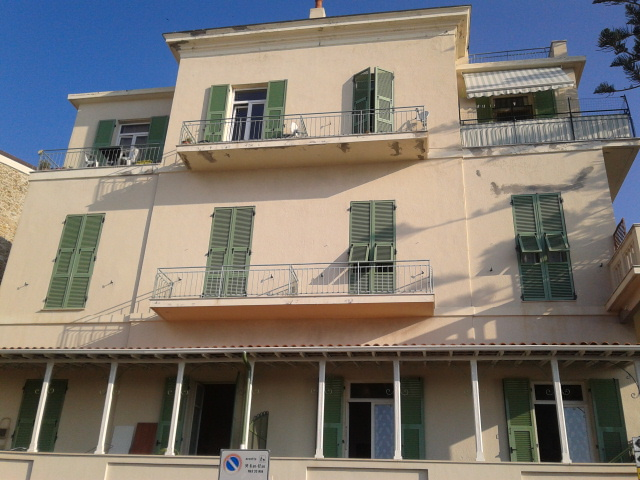
Façade de la Villa Banana

Le Baron Friedrich von Kleudgen, parfois connu sous son surnom de Fritz, est né en royaume de Bavière et il étudie la peinture à Weimar. Il a ensuite déménagé à l'Académie d'Art de Dresde où il connaitra Adrian Ludwig Richter. Comme beaucoup d'artistes de son temps, il se rendra en Italie, avec des séjours prolongés à Naples et Venise.
En 1873, il arrive à Bordighera avec sa femme et il décide de loger à la Pensione Calvauna, qui devint plus tard le café Cadama, jusqu'en 1884. La ville, qui avait déjà une petite communauté allemande, le fascine de par son climat et à sa nature, et il décide de s’établir de façon stable en Ligurie. En 1885, il construit sa maison juste à l'extérieur des murs de la vieille Bordighera, près de la Porte de la Magdalena et de l'ancien cimetière. La maison, qu'il nomme "Villa Banana", et qui est située au numéro 4 de la Via dei Colli, existe encore, mais malheureusement elle a été transformée en un immeuble à appartements et elle est en très mauvais état.
En 1891, il épouse sa seconde femme, Elizabeth Pudmensky qui lui donna trois enfants : Frieda, William (alpiniste décédé en 1929) et Luise morte en 1898. Le seul enfant survivant fut la baronne Frieda von Kleudgen, épouse de Alessio Peano, l’oncle de l’écrivain italien Lalla Romano. En 1971 Frieda écrit un livre sur la vie de son père, intitulé tout simplement "Mon père", qui est une source importante d’informations sur la vie de l’artiste. La fille se souvient que sur la terrasse de la maison dans les soirées d'été, von Kleudgen jouait souvent de la cithare avec ses amis bordigotti y compris le peintre et maire de la ville Giuseppe Ferdinando Piana. Von Kleudgen aimait la vie simple du village et les conversations avec les pêcheurs de retour de la Baia dell'Arziglia.
Ce qui le fascinait le plus était la mer, qu’il a peint dans de nombreux tableaux. Ses peintures représentent la mer parfois calme, parfois orageuse, en transmettant à celui qui admire les toiles toute la force de la nature. Ses peintures les plus célèbres sont le "Nid de poissons" et le "Serpent de mer" qui peuvent être vus au Musée Clarence Bicknell. Certaines de ses peintures sont exposées à la Mairie de Bordighera, mais la majorité est dans des collections privées. Un autre sujet aimé par von Kleudgen étaient les chemins de Bordighera.
Puisqu’il avait tissé des liens étroits d'amitié avec des nombreuses bordigotti de tout niveau social, il aimait les représenter dans ses peintures. Bien sûr, il était devenu amis avec les autres peintres et artistes qui vivaient à Bordighera tel que Pompeo Mariani, Giuseppe Ferdinando Piana, Hermann Nestel, Charles Garnier et bien sûr son compatriote Ludovic Winter.
En 1884 Claude Monet le dépeint tandis qu'il peignait près d’une fenêtre de Villa Garnier. Von Kleudgen reproduit dans une série d'aquarelles les habitants de Bordighera qu'il aimait tant, et certaines de ces œuvres sont devenues si populaires qu’on les a transformées en cartes postales de l'époque.
Il est mort à Bordighera 22 juin 1924, à l'âge de 68 ans.